# Ішмуратово
Ішмура́тово (рос. Ишмуратово, башк. Ишморат) — присілок у складі Нурімановського району Башкортостану, Росія. Входить до складу Староісаєвської сільської ради.
Населення — 223 особи (2010; 223 у 2002).
Національний склад:
- башкири — 94 %